# هضبة محيطية

خريطة توضح موقع الهضاب المحيطية (باللون الأخضر) في منطقة أستراليا ونيوزيلندا في جنوب المحيط الهادئ.

الهضبة المحيطية (بالإنجليزية: Oceanic plateau)‏، هي ارتفاع كبير لمُسطح بحري أعلى نسبياً من الارتفاعات المحيطة بواحد أو أكثر من المُنحدرات.
هناك 184 هضبة محيطية تغطي مساحة 18،486،600 كيلومتر مربع (7،137،700 ميل مربع)، أو حوالي 5.11 ٪ من المحيطات. تحتوي منطقة جنوب المحيط الهادئ حول أستراليا ونيوزيلندا على أكبر عدد من الهضاب المحيطية.
غالبًا ما ترتبط الهضاب المحيطية التي تنتجها مقاطعات نائية كبيرة بالنقاط الساخنة وأعمدة الوشاح والجزر البركانية مثل آيسلندا وهاواي والرأس الأخضر وكيرغولين. تقع أكبر ثلاث هضاب  (وهي منطقة البحر الكاريبي، وأونتونغ جافا، وجبال وسط المحيط الهادئ) في التضخمات الجيولوجية. ومع ذلك، فإن هضاب المحيطات الأخرى مصنوعة من القشرة المتصدعة، مثل هضبة فوكلاند.